# أروبا في الألعاب الأولمبية
شاركت أروبا لأول مرة في الألعاب الأولمبية عام 1988 ، وشاركت في كل دورة ألعاب أولمبية صيفية منذ ذلك الحين. لم تفز أروبا بأي ميداليات أولمبية إلى الآن.
بين عامي 1952 و 1984، تنافس الرياضيون الأروبيون كجزء من جزر الأنتيل الهولندية. تغير هذا الترتيب عندما أصبحت أروبا كيانًا منفصلاً ("الأرض") لمملكة هولندا في عام 1986. تم تشكيل اللجنة الأولمبية الأروبية في عام 1985 وتم الاعتراف بها في عام 1986. اعتبارًا من عام 2017، لم تشارك أروبا في أي دورة ألعاب أولمبية شتوية.